# Schinus ferox
Schinus ferox là một loài thực vật có hoa trong họ Đào lộn hột. Loài này được Hassl. miêu tả khoa học đầu tiên năm 1913.